# Molí d'en Roca
El molí d'en Roca, molí de s'Ànima o molí dels Tastavins és un molí de vent fariner que forma part del molinar de Fartàritx, a Manacor. Actualment ja es troba reintegrat a la xarxa urbana i es situa en el carrer de na Comptessa, 41. És conegut per constituir la seu de la Confraria dels Tastavins.

## Història
El molí d'en Roca data de principis del segle xix. i es construí sobre les runes d’un altre preexistent. Així ho confirma l’escriptura que data de 1816, on es concedeix la propietat del domini útil del solar i de les restes d’una antiga edificació a Miquel Sales, a canvi de pagar un censal anual d’una lliura i tretze sous al senyor del domini directe, que en aquest cas era el Rei. A 1863 el posseïdor del Molí era Miquel Truyols, el qual morí a 1906, i en el repartiment de les propietats familiars, la titularitat del molí recaigué damunt el seu nebot Tomás Matamalas Sales, qui ho deixà en herència al seu fill Antoni Matamalas Font.
Amb l'arribada de les transformacions socials i econòmiques del segle XX el molí deixà de moldre i la seva funció es limità a la de vivenda. Les cases que l’anaren envoltant privaren al molí de l’aïllament i la ubicació a camp obert que abans el caracteritzaven. l’abandonament en que es trobava el molí, tal com hem dit abans, i el cost per a la seva rehabilitació, fou el que va fer decidir al que era propietari en aquell moment, Antoni Matamalas Font, a vendre el Molí, i a principis de l’any 1987, la Confraria de Tastavins de Manacor, el va adquirir en un estat de ruïna. Amb un extraordinari entusiasme dels tastavins i després de 15 mesos de molta feina per rehabilitar-lo, el varen inaugurar el dia 1 de maig de 1988.

## Tipologia i elements
En aquest molí té els trets tipològics fonamentals dels molins de vent fariners amb base, un dels més corrents a Mallorca. La base del molí es quadrada, d’una sola planta no gaire alta, amb tres cossos, coberta els dos primers amb embigat de troncs i el darrer amb volta de canó, que és la solució més habitual. Al frontis anterior s’hi obri el portal sota arc rebaixat; just a devora, l’escala exterior per pujar a l’envelador o, el que es el mateix, al terrat de la base. Per damunt d’aquest s’aixeca la torre que aquest cop arranca des del nivell del sòl. Té dos sostres, més el pis anomenat de les moles, comunicats entre ells mitjançant la tradicional escala de cargol. Els murs romanen sense referir, destacant-se les peces cairades de marès que apareixen protegint l’accés i conformant la meitat superior de la torre. Altres elements que defineixen la fesomia del molí son la cisterna amb capelleta i el petit porxo que s’adossen a un i altre costat de la base. Actualment no conserva cap peça de la maquinària.

## Galeria

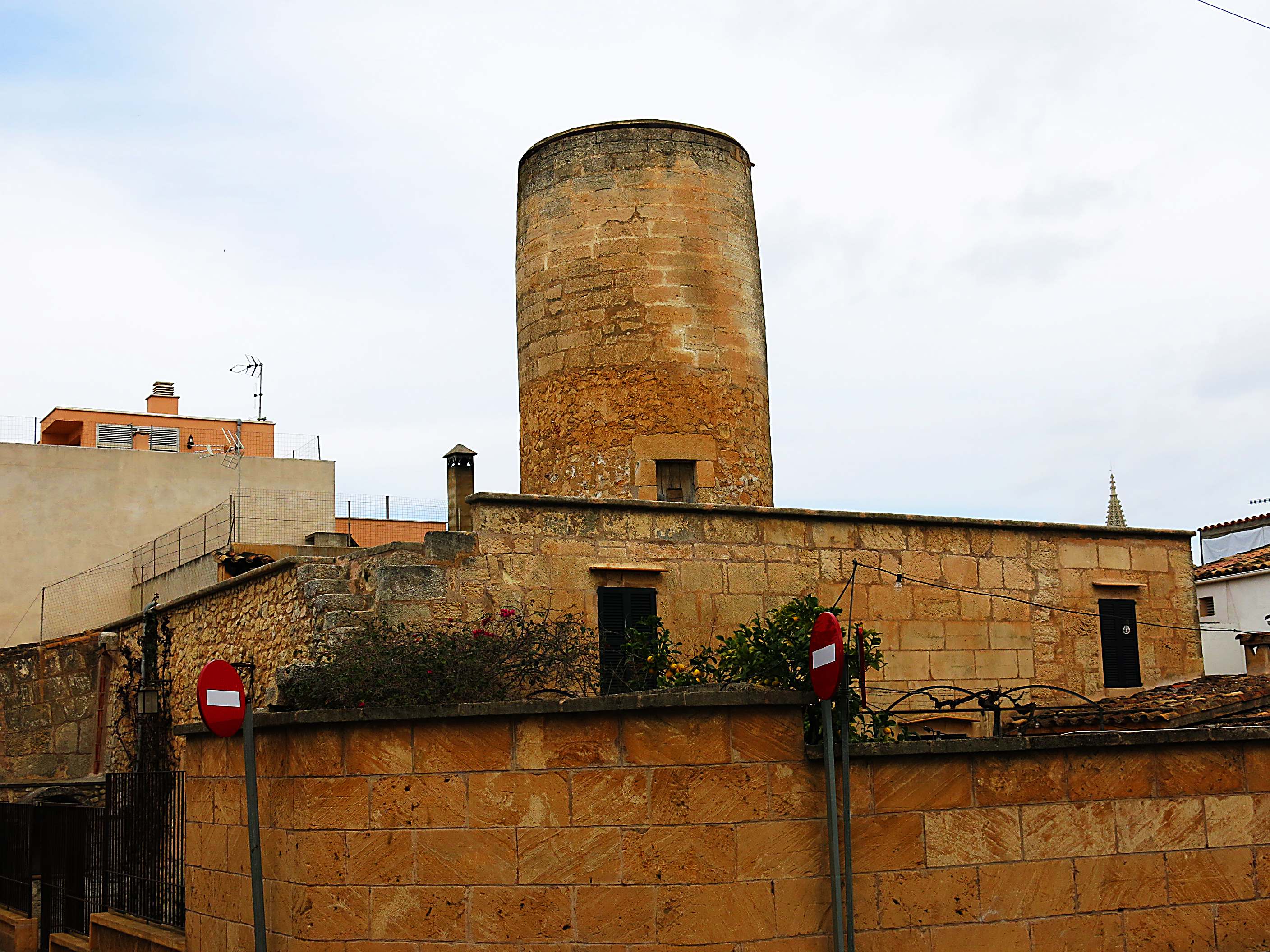